# Edgemont (Maryland)
Edgemont – jednostka osadnicza w Stanach Zjednoczonych, w stanie Maryland, w hrabstwie Washington.